# Ectropis planaria
Ectropis planaria là một loài bướm đêm trong họ Geometridae.